# Campeonato Mundial de Atletismo en Pista Cubierta de 2025
El XX Campeonato Mundial de Atletismo en Pista Cubierta se celebró en Nankín (China) entre el 21 y el 23 de marzo de 2025 bajo la organización de World Athletics y la Federación China de Atletismo.
La fecha de este campeonato fue cambiada tres veces: originalmente, iba a ser realizado en marzo de 2020, pero debido a la pandemia de COVID-19 fue pospuesto, primero para marzo de 2021, después para 2023 y finalmente para 2025.
Las competiciones se realizaron en las instalaciones del Parque Deportivo Olímpico Juvenil de Nankín.

## Calendario
| S | Series | ½ | Semifinales | F | Final |

| Fecha →           | 21 de marzo | 21 de marzo | 21 de marzo | 22 de marzo | 22 de marzo | 22 de marzo | 23 de marzo | 23 de marzo |
| Evento ↓          | M           | T           | T           | M           | T           | T           | M           | T           |
| ----------------- | ----------- | ----------- | ----------- | ----------- | ----------- | ----------- | ----------- | ----------- |
| 60 m              | S           | ½           | F           |             |             |             |             |             |
| 400 m             | S           | ½           | ½           |             | F           | F           |             |             |
| 800 m             | S           |             |             | ½           |             |             |             | F           |
| 1500 m            |             | S           | S           |             |             |             |             | F           |
| 3000 m            |             |             |             |             | F           | F           |             |             |
| 60 m vallas       |             |             |             | S           | ½           | F           |             |             |
| 4 × 400 m         |             |             |             |             |             |             | S           | F           |
| Salto de longitud |             |             |             |             |             |             |             | F           |
| Triple salto      | F           |             |             |             |             |             |             |             |
| Salto de altura   |             | F           | F           |             |             |             |             |             |
| Salto con pértiga |             |             |             |             | F           | F           |             |             |
| Peso              |             |             |             |             |             |             |             | F           |
| Heptatlón         |             |             |             | F           | F           | F           | F           | F           |

| Fecha →           | 21 de marzo | 21 de marzo | 22 de marzo | 22 de marzo | 22 de marzo | 23 de marzo | 23 de marzo | 23 de marzo |
| Evento ↓          | M           | T           | M           | T           | T           | M           | T           | T           |
| ----------------- | ----------- | ----------- | ----------- | ----------- | ----------- | ----------- | ----------- | ----------- |
| 60 m              |             |             | S           | ½           | F           |             |             |             |
| 400 m             | S           | ½           |             | F           | F           |             |             |             |
| 800 m             | S           |             | ½           |             |             |             | F           | F           |
| 1500 m            |             | S           |             |             |             |             | F           | F           |
| 3000 m            |             |             |             | F           | F           |             |             |             |
| 60 m vallas       |             |             |             |             |             | S           | ½           | F           |
| 4 × 400 m         |             |             |             |             |             | S           | F           | F           |
| Salto de longitud |             |             |             |             |             | F           |             |             |
| Triple salto      |             |             |             | F           | F           |             |             |             |
| Salto de altura   |             |             |             |             |             | F           |             |             |
| Salto con pértiga |             |             | F           |             |             |             |             |             |
| Peso              |             | F           |             |             |             |             |             |             |
| Pentatlón         | F           | F           |             |             |             |             |             |             |

## Medallistas

### Masculino
| Evento                    | Oro                                                                                 | Plata                                                                           | Bronce                                                                                |
| ------------------------- | ----------------------------------------------------------------------------------- | ------------------------------------------------------------------------------- | ------------------------------------------------------------------------------------- |
| 60 m (21.03)              | Jeremiah Azu Reino Unido 6,49 s                                                     | Lachlan Kennedy Australia 6,50 s                                                | Akani Simbine Sudáfrica 6,54 s                                                        |
| 400 m (22.03)             | Christopher Bailey Estados Unidos 45,08                                             | Brian Faust Estados Unidos 45,47                                                | Jacory Patterson Estados Unidos 45,54                                                 |
| 800 m (23.03)             | Josh Hoey Estados Unidos 1:44,77                                                    | Eliott Crestan · Bélgica · 1:44,81                                              | Josué Canales · España · 1:45,03                                                      |
| 1500 m (23.03)            | Jakob Ingebrigtsen · Noruega · 3:38,79                                              | Neil Gourley Reino Unido 3:39,07                                                | Luke Houser Estados Unidos 3:39,17                                                    |
| 3000 m (22.03)            | Jakob Ingebrigtsen · Noruega · 7:46,09                                              | Berihu Aregawi Etiopía 7:46,25                                                  | Ky Robinson Australia 7:47,09                                                         |
| 60 m vallas (22.03)       | Grant Holloway Estados Unidos 7,42                                                  | Wilhem Belocian Francia 7,54                                                    | Liu Junxi China 7,55                                                                  |
| Salto de altura (21.03)   | Woo Sang-Hyeok Corea del Sur 2,31 m                                                 | Hamish Kerr Nueva Zelanda 2,28 m                                                | Raymond Richards Jamaica 2,28 m                                                       |
| Salto con pértiga (22.03) | Armand Duplantis · Suecia · 6,15                                                    | Emmanuíl Karalís · Grecia · 6,05                                                | Sam Kendricks Estados Unidos 5,90                                                     |
| Salto de longitud (23.03) | Mattia Furlani · Italia · 8,30                                                      | Wayne Pinnock Jamaica 8,29                                                      | Liam Adcock Australia 8,28                                                            |
| Triple salto (21.03)      | Andy Díaz Hernández · Italia · 17,80                                                | Zhu Yaming China 17,33                                                          | Hugues Fabrice Zango Burkina Faso 17,15                                               |
| Peso (23.03)              | Tomas Walsh Nueva Zelanda 21,65                                                     | Roger Steen Estados Unidos 21,62                                                | Adrian Piperi Estados Unidos 21,08                                                    |
| 4 × 400 m (23.03)         | Estados Unidos Elija Godwin Brian Faust Jacory Patterson Christopher Bailey 3:03,13 | Jamaica Rusheen McDonald Jasauna Dennis Kimar Farquharson Demar Francis 3:05,05 | Hungría · Patrik Simon Enyingi · Zoltán Wahl · Árpád Kovács · Attila Molnár · 3:06,03 |
| Heptatlón (23.03)         | Sander Skotheim · Noruega · 6475 pts.                                               | Johannes Erm Estonia 6437 pts.                                                  | Till Steinforth · Alemania · 6275 pts.                                                |

1. ↑  Descalificación del medallista de bronce, el brasileño Almir dos Santos, por uso de zapatillas no reglamentarias.[4]

### Femenino
| Evento                    | Oro                                                                          | Plata                                                                                        | Bronce                                                                  |
| ------------------------- | ---------------------------------------------------------------------------- | -------------------------------------------------------------------------------------------- | ----------------------------------------------------------------------- |
| 60 m (22.03)              | Mujinga Kambundji · Suiza · 7,04 s                                           | Zaynab Dosso · Italia · 7,06 s                                                               | Patrizia van der Weken Luxemburgo 7,07 s                                |
| 400 m (22.03)             | Amber Anning Reino Unido 50,60                                               | Alexis Holmes Estados Unidos 50,63                                                           | Henriette Jæger · Noruega · 50,92                                       |
| 800 m (23.03)             | Prudence Sekgodiso Sudáfrica 1:58,40                                         | Nigist Getachew Etiopía 1:59,63                                                              | Patrícia Silva Portugal 1:59,80                                         |
| 1500 m (23.03)            | Gudaf Tsegay Etiopía 3:54,86                                                 | Diribe Welteji Etiopía 3:59,30                                                               | Georgia Hunter Bell Reino Unido 3:59,84                                 |
| 3000 m (22.03)            | Freweyni Hailu Etiopía 8:37,21                                               | Shelby Houlihan Estados Unidos 8:38,26                                                       | Jessica Hull Australia 838,28:                                          |
| 60 m vallas (23.03)       | Devynne Charlton Bahamas 7,72                                                | Ditaji Kambundji · Suiza · 7,73                                                              | Ackera Nugent Jamaica 7,74                                              |
| Salto de altura (23.03)   | Nicola Olyslagers Australia 1,97 m                                           | Eleanor Patterson Australia 1,97 m                                                           | Yaroslava Mahuchij · Ucrania · 1,95 m                                   |
| Salto con pértiga (22.03) | Marie-Julie Bonnin Francia 4,75                                              | Tina Šutej Eslovenia 4,70                                                                    | Angelica Moser · Suiza · 4,70                                           |
| Salto de longitud (23.03) | Claire Bryant Estados Unidos 6,96                                            | Annik Kälin · Suiza · 6,83                                                                   | Fátima Diame · España · 6,72                                            |
| Triple salto (22.03)      | Leyanis Pérez · Cuba · 14,93                                                 | Liadagmis Povea · Cuba · 14,57                                                               | Ana Peleteiro · España · 14,29                                          |
| Peso (21.03)              | Sarah Mitton · Canadá · 20,48                                                | Jessica Schilder · Países Bajos · 20,07                                                      | Chase Jackson Estados Unidos 20,06                                      |
| 4 × 400 m (23.03)         | Estados Unidos Quanera Hayes Bailey Lear Rosey Effiong Alexis Holmes 3:27,45 | Polonia · Justyna Święty-Ersetic · Aleksandra Formella · Anastazja Kuś · Anna Gryc · 3:32,05 | Australia Ellie Beer Ella Connolly Bella Pasquali Jemma Pollard 3:32,65 |
| Pentatlón (21.03)         | Saga Vanninen · Finlandia · 4821 pts.                                        | Kate O'Connor Irlanda 4742 pts.                                                              | Taliyah Brooks Estados Unidos 4669 pts.                                 |

## Medallero
| Núm. | País           | Oro | Plata | Bronce | Total |
| ---- | -------------- | --- | ----- | ------ | ----- |
| 1    | Estados Unidos | 6   | 4     | 6      | 16    |
| 2    | Noruega        | 3   | 0     | 1      | 4     |
| 3    | Etiopía        | 2   | 3     | 0      | 5     |
| 4    | Reino Unido    | 2   | 1     | 1      | 4     |
| 5    | Italia         | 2   | 1     | 0      | 3     |
| 6    | Australia      | 1   | 2     | 4      | 7     |
| 7    | Suiza          | 1   | 2     | 1      | 4     |
| 8    | Cuba           | 1   | 1     | 0      | 2     |
| 8    | Francia        | 1   | 1     | 0      | 2     |
| 8    | Nueva Zelanda  | 1   | 1     | 0      | 2     |
| 11   | Sudáfrica      | 1   | 0     | 1      | 2     |
| 12   | Bahamas        | 1   | 0     | 0      | 1     |
| 12   | Canadá         | 1   | 0     | 0      | 1     |
| 12   | Corea del Sur  | 1   | 0     | 0      | 1     |
| 12   | Finlandia      | 1   | 0     | 0      | 1     |
| 12   | Suecia         | 1   | 0     | 0      | 1     |
| 17   | Jamaica        | 0   | 2     | 2      | 4     |
| 18   | China          | 0   | 1     | 1      | 2     |
| 19   | Bélgica        | 0   | 1     | 0      | 1     |
| 19   | Eslovenia      | 0   | 1     | 0      | 1     |
| 19   | Estonia        | 0   | 1     | 0      | 1     |
| 19   | Grecia         | 0   | 1     | 0      | 1     |
| 19   | Irlanda        | 0   | 1     | 0      | 1     |
| 19   | Países Bajos   | 0   | 1     | 0      | 1     |
| 19   | Polonia        | 0   | 1     | 0      | 1     |
| 26   | España         | 0   | 0     | 3      | 3     |
| 27   | Alemania       | 0   | 0     | 1      | 1     |
| 27   | Burkina Faso   | 0   | 0     | 1      | 1     |
| 27   | Hungría        | 0   | 0     | 1      | 1     |
| 27   | Luxemburgo     | 0   | 0     | 1      | 1     |
| 27   | Portugal       | 0   | 0     | 1      | 1     |
| 27   | Ucrania        | 0   | 0     | 1      | 1     |
|      | TOTAL          | 26  | 26    | 26     | 78    |